# Душан Вукотић
Душан Вукотић (Билећа, 7. фебруар 1927 — Загреб, 8. јул 1998) је био филмски редитељ, сценариста, аниматор, једини југословенски оскаровац и професор на Филмској академији у Загребу, члан Црногорске академије наука и умјетности.

## Биографија
Рођен је 1927. у Билећи, где је провео детињство. Његов отац је био службеник, па су се због посла преселили у Загреб. Још за време студентских дана на загребачком Архитектонском факултету крајем четрдесетих година прошлог века, постаје стални карикатуриста у хумористичком недељнику „Керемпух“. Објављује такође у „Јежу“, „Вјеснику“, „Филмској култури“ и другим. На цртаном филму ради од 1951. године. Почео је у загребачком „Дуга-филму“. Његов први цртани филм је „Како се родио Кића“. Од 1956. године ствара у „Загреб филму“, предузећу за производњу документарних и кратких филмова у којем је основан Студио за цртани филм. Те године настаје „Несташни робот“ за који је на 3. југословенском филмском фестивалу у Пули Душан Вукотић добио Златну арену у категорији цртаног филма. То је била прва ауторска награда додељена нашем цртаном филму. Две године касније, у оквиру смотре светског анимираног филма у Кану 1958. године приказано је седам југословенских филмова од којих су три Вукотићева: „Каубој Џими“, „Чаробни звуци“ и „Абракадабра“. На овим сусретима првим пут је лансирана синтагма „Загребачка школа цртаног филма“. Филм „Сурогат“, ингениозну асоцијацију на савремене уметнине, синтетске творевине које преплављују сва подручја цивилизације, завршава 1961. године. Овај филм је 1962. године добио Оскара. Био је то први Оскар додељен неамеричком аутору цртаног филма. Вукотић је у својим филмовима комплетан аутор: режира, црта, анимира и, углавном сам себи пише сценарије. Експериментише комбиновањем цртаног и играног филма ("Мрља на савјести“ 1967, „Опера кордис“ 1968, „Арс грација артис“ 1970, „Скакавац“ 1975. и други).
Поред анимираних, Душан Вукотић је реализовао низ документарних, информативних, телевизијских, рекламних и три дугометражна играна филма. То су „Седми континент“ 1966, "Акција стадион" 1977. и „Гости из галаксије“ 1981. године.
Вукотић је својим филмовима освојио 146 домаћих и међународних награда. Награђиван је на свим најзначајнијим међународним филмским фестивалима као што су фестивали у Берлину, Мелбурну, Лондону, Сан Франциску, Бергаму, Оберхаузену, Корку, Карловим Варима, Ансију, Монтевидеу, Мексико Ситију, Холивуду, Прагу, Манхајму, Њујорку, Кану, Милану, Барселони, Лајпцигу, Трсту, Атланти, Техерану и другим. Међународном наградом за животно дело „за изузетан допринос уметности анимације“ наградила га је 1987. године Међународна асоцијација цртаног филма.
Душан Вукотић је 25 година предавао филмску режију на Академији за казалиште, филм и телевизију у Загребу.
По њему је названа награда која се додељује на Фестивалу анимираног филма.